# Staphorst
Staphorst  è un comune olandese di 16 154 abitanti situato nella provincia di Overijssel.
Staphorst è sede di un ambiente molto religioso e tradizionalista e viene considerata parte della cintura della Bibbia olandese. Gran parte della popolazione è affiliata a congregazioni che fanno riferimento al calvinismo ortodosso. Come nel resto della cintura biblica, il tasso di natalità è uno dei più alti nei Paesi Bassi e in Europa. Staphorst costituisce uno degli ultimi paesi olandesi dove i costumi tradizionali sono ancora indossati. Il comune costituisce una roccaforte del Partito Politico Riformato. Molti residenti si rifiutano di vaccinarsi per motivi religiosi.